# Hirvasjärvi (sjö i Lappland, lat 68,38, long 23,07)
Hirvasjärvi är en sjö i Finland. Den ligger i kommunen Enontekis i landskapet Lappland, i den norra delen av landet, 900 km norr om huvudstaden Helsingfors. Hirvasjärvi ligger 305,5 meter över havet. Arean är 45,5 hektar och strandlinjen är 4,57 kilometer lång. Sjön  ingår i Torne älvs huvudavrinningsområde.   Omgivningarna runt Hirvasjärvi är i huvudsak ett öppet busklandskap.